# Dietrich Heinrich von Bülow
Dietrich Heinrich von Bülow, född 1757 och död 1807, var en tysk reseskildrare.
Von Bülow, som två gånger, 1792 och 1796 besökte Amerika, delade ännu efter sitt första besök 1700-talets vanliga beundran för Förenta staterna som det stora frihets- och framtidslandet fick under sin andra vistelse därute upp ögonen för en del mindre tilltalande drag i amerikanernas karaktär och seder. Med arbetet Der Freystaat von Nordamerika in seinem neuesten Zustande (2 band, 1797), där han gav en systematisk framställning av sina iakttagelser, väckte Bülow på sin tid stort uppseende.